# Laguna del Venado
Laguna del Venado är en sjö i Argentina.   Den ligger i provinsen Buenos Aires, i den centrala delen av landet, 500 km sydväst om huvudstaden Buenos Aires. Laguna del Venado ligger 103 meter över havet. Arean är 71 kvadratkilometer. Den sträcker sig 10,3 kilometer i nord-sydlig riktning, och 14,9 kilometer i öst-västlig riktning.
Runt Laguna del Venado är det mycket glesbefolkat, med 2 invånare per kvadratkilometer.